# District municipal des Opontiens
Le district municipal des Opontiens, en grec moderne : Δημοτική Ενότητα Οπουντίων / Dimotikí Enótita Opoundíon, est un ancien dème du district régional de Phthiotide, en Grèce-Centrale, créé en 1997 et devenu depuis 2010 un district municipal du dème des Locriens.
Il tient son nom des habitants de la cité antique d'Oponte.
Selon le recensement de 2011, la population du district s'élève à 3 201 habitants.